# Dave Douglas

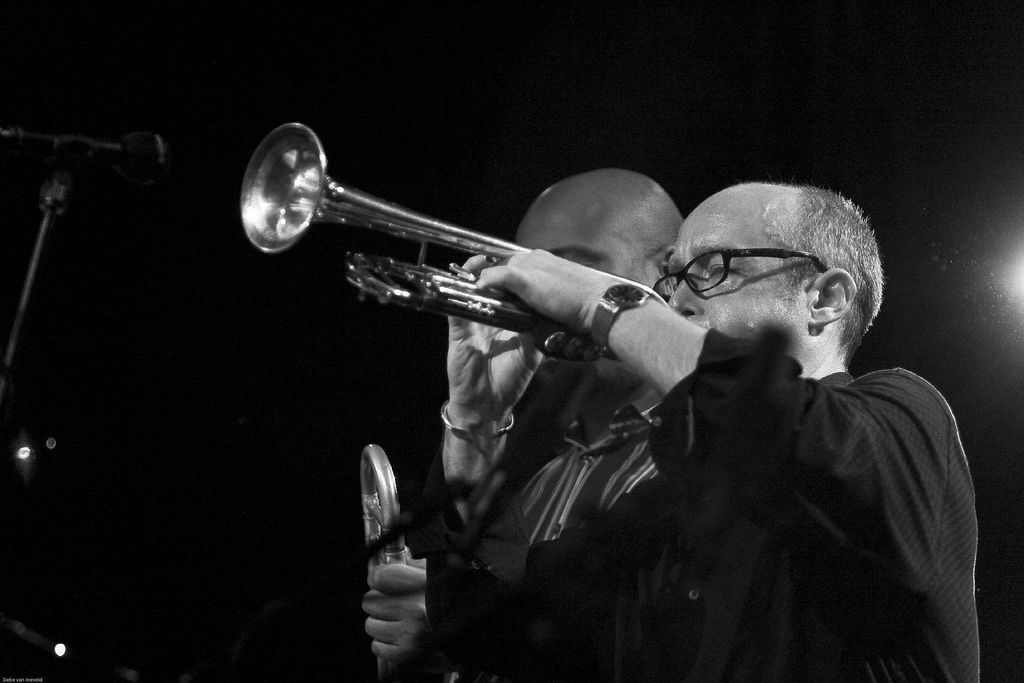
Dave Douglas

David Deuel „Dave“ Douglas (* 24. März 1963 in Montclair, New Jersey) ist ein US-amerikanischer Jazz-Trompeter und Komponist.

## Leben und Wirken
Douglas wuchs in New Jersey auf und lernte als Kind Klavier, Posaune und Trompete. Er studierte Musik in Barcelona und Boston, danach am Berklee College of Music und am New England Conservatory. 1984 zog er nach New York, wo er an der New York University studierte. 1987 machte er seine erste Europatournee mit Horace Silver. Gemeinsam mit Michael Jefry Stevens leitete er zwischen 1988 und 1990 das Mosaic Sextet, dessen Album Today, this Moment (Konnex Records/GM Recordings) mittlerweile zu den Klassikern des Genres zählt.
Seit 1993 hat Douglas mehr als 20 eigene Alben aufgenommen. Er hat mit zahlreichen Musikern zusammengearbeitet, darunter insbesondere mit John Zorn in dessen Masada-Projekt sowie mit Horace Silver, Jack McDuff, dem SFJazz Collective und dem Akkordeonisten Guy Klucevsek. In seinen Kompositionen verarbeitet er Material von Musikern wie Duke Ellington, Thelonious Monk, Roland Kirk und Kurt Weill, aber auch Elemente osteuropäischer Folklore. Er hat mehrere Alben aufgenommen, die er als Tribut an Booker Little, Mary Lou Williams (Soul on Soul) oder andere versteht. Auf neueren Aufnahmen ist teilweise ein deutlicher Bezug zur Fusion-Musik der frühen 1970er Jahre, etwa von Miles Davis auszumachen. Dave Douglas bezieht auch elektronische Instrumente in seine Musik ein. Aufgrund seines breiten musikalischen Spektrums, das er immer mehr erweitert, zählt er zu den innovativen Jazz-Trompetern der Gegenwart in den USA.
Schon zweimal wurde er mit dem National Endowment Jazz Fellowships ausgezeichnet. Sein Album Charmes of the Night Sky erhielt 1999 den Jahrespreis der deutschen Schallplattenkritik.
Im Jahr 2005 beendete Douglas den Plattenvertrag mit RCA-Bluebird und gründete gemeinsam mit Mike Friedman sein eigenes Plattenlabel Greenleaf Music.

## Diskografie (Auswahl)
| Titel                                                                      | Jahr | Label                      |
| -------------------------------------------------------------------------- | ---- | -------------------------- |
| Parallel Worlds                                                            | 1993 | Soul Note                  |
| In Our Lifetime                                                            | 1994 | New World                  |
| The Tiny Bell Trio                                                         | 1994 | Songlines                  |
| Constellations                                                             | 1995 | hatHUT                     |
| Five                                                                       | 1995 | Soul Note                  |
| Live in Europe                                                             | 1997 | Arabesque                  |
| Sanctuary                                                                  | 1997 | Avant                      |
| Stargazer                                                                  | 1997 | Arabesque                  |
| Moving Portrait                                                            | 1998 | DIW                        |
| Charms of the Night Sky                                                    | 1998 | Winter & Winter            |
| Magic Triangle                                                             | 1998 | Arabesque                  |
| Convergence                                                                | 1999 | Soul Note                  |
| Songs for Wandering Souls                                                  | 1999 | Winter & Winter            |
| Soul on Soul                                                               | 2000 | RCA                        |
| Leap of Faith                                                              | 2000 | Arabesque                  |
| A Thousand Evenings                                                        | 2000 | RCA                        |
| Witness                                                                    | 2001 | RCA                        |
| El Trilogy                                                                 | 2001 | BMG                        |
| The Infinite                                                               | 2002 | RCA                        |
| Freak In                                                                   | 2003 | Bluebird                   |
| Strange Liberation                                                         | 2004 | RCA                        |
| Bow River Falls                                                            | 2004 | Koch                       |
| Mountain Passages                                                          | 2005 | Koch                       |
| Keystone                                                                   | 2005 | Greenleaf                  |
| Meaning and Mystery                                                        | 2006 | Greenleaf                  |
| Live at the Jazz Standard                                                  | 2007 | Koch                       |
| Moonshine                                                                  | 2007 | Greenleaf                  |
| Spirit Moves                                                               | 2008 | Greenleaf                  |
| DD – 50: Special Edition 50th Birthday Recordings                          | 2013 | Greenleaf                  |
| Dave Douglas, Uri Caine: Present Joys                                      | 2014 | Greenleaf                  |
| High Risk                                                                  | 2015 | Greenleaf                  |
| Little Giant Still Life                                                    | 2017 | Greenleaf                  |
| Dave Douglas with the Westerlies & Anwar Marshall: Little Giant Still Life | 2018 | Greenleaf                  |
| Dave Douglas / Joe Lovano Sound Prints: Scandal                            | 2018 | Greenleaf                  |
| Dave Douglas, Uri Caine, Andrew Cyrille: Devotion                          | 2019 |                            |
| Dave Douglas: Dizzy Atmosphere: Dizzy Gillespie at Zero Gravity            | 2020 | Greenleaf                  |
| Marching Music                                                             | 2020 | Greenleaf Music (Edgefest) |
| Dave Douglas / Joe Lovano Sound Prints: Other Worlds                       | 2021 | Greenleaf                  |
| Dave Douglas & Elan Mehler: If There Are Mountains                         | 2023 | Greenleaf                  |
| Gifts (mit James Brandon Lewis, Rafiq Bhatia und Ian Chang)                | 2024 | Greenleaf                  |

Dave Douglas ist auf mehreren Werken des Masada-Projekts von John Zorn vertreten.